# Niedersächsisches Studieninstitut für kommunale Verwaltung
Das Niedersächsische Studieninstitut für kommunale Verwaltung e.V. (NSI) ist ein eingetragener Verein mit Sitz in Hannover. Das Institut hat die Aufgabe, den Dienstkräften der kommunalen Verwaltungen in Niedersachsen wissenschaftlich-theoretische Grundlagen für ihre berufliche Tätigkeit zu vermitteln, Prüfungen abzunehmen sowie eine Bibliothek zu unterhalten. Zudem bietet das Studieninstitut Fortbildungen in Form von Seminaren, Kongressen, Tagungen und Workshops an. Ferner unterstützt es die Mitgliedsverwaltungen bei der Nachwuchswerbung und Nachwuchsauswahl. Das Studieninstitut fördert die Fortbildung der Fachlehrer, Ausbildungsleiter und Ausbildungsbeauftragten. Es ist Mitglied im Bundesverband der Verwaltungsschulen und Studieninstitute (BVSI).

## Geschichte
Bereits zum 1. Oktober 1926 wurde die „Beamtenfachschule des Hannoverschen Städtevereins“ gegründet. Im Jahr 1935 wurde die Einrichtung in die Niedersächsische Gemeindeverwaltungsschule e. V. Hannover umbenannt. Nach einem kurzen Zwischenspiel als Nieders. Gemeindeverwaltungs- und Sparkassenschule trug das Institut von 1979 bis 2009 den Namen "Niedersächsisches Studieninstitut für kommunale Verwaltung Hannover e.V.".
Mit Wirkung zum 1. Januar 2009 fusionierte das "Niedersächsische Studieninstitut für kommunale Verwaltung Hannover e.V." mit den zwei weiteren kommunalen niedersächsischen Studieninstituten in Braunschweig und Oldenburg (ebenfalls als Vereine geführt) zum "Niedersächsischen Studieninstitut für kommunale Verwaltung e.V." (NSI) Die bisherigen Institutssitze in Braunschweig, Hannover und Oldenburg sind seit der Fusion die sogenannten „Bildungszentren“ des NSI.
Das vormalige Studieninstitut in Braunschweig bildete seit dem Jahr 1937 den Nachwuchs der Kommunalverwaltungen in der Region Braunschweig aus, damals noch unter dem Namen Gemeindeverwaltungsschule Braunschweig.
Die Oldenburgische Verwaltungsschule wurde 1939 unter dem Namen Gemeindeverwaltungs- und Sparkassenschule Oldenburg-Bremen gegründet. Sie erhielt nach dem Krieg den Namen Oldenburgische Verwaltungsschule und wurde 1978 in Niedersächsisches Studieninstitut für kommunale Verwaltung Oldenburg e. V. umbenannt.

## Trägerschaft der Kommunalen Hochschule für Verwaltung in Niedersachsen (HSVN)
Das NSI ist Träger der Kommunalen Hochschule für Verwaltung in Niedersachsen (HSVN). Zweck der Hochschule ist die Ausbildung der Beamten für die Laufbahngruppe 2 der Fachrichtung Allgemeine Dienste bzw. die entsprechende Ausbildung von Beschäftigten. Der Verein führt auch Forschungs- und Lehrprojekte (z. B. Praxisprojekte und Grundlagenstudien) unter Einbindung von Studierenden und Mitarbeitern durch.

## Aus- und Weiterbildung
Das NSI vermittelt den Nachwuchskräften der Kommunalverwaltung die Grundlagen für ihre späteren Tätigkeiten und nimmt die gesetzlich oder tariflich vorgesehenen Prüfungen ab.

### Ausbildungsgänge
- Verwaltungsfachangestellte (Ausbildungsberuf nach dem Berufsbildungsgesetz)
- Kauffrau/Kaufmann für Büromanagement (Ausbildungsberuf nach dem Berufsbildungsgesetz)
- Verwaltungswirt/in bzw. Sekretär-Anwärter/-in (Beamtenlaufbahn, Laufbahngruppe 1)

### Weiterbildungslehrgänge
- Angestelltenlehrgang I (Verwaltungswirt/-in)
- Angestelltenlehrgang II (Verwaltungsfachwirt/-in) zugleich auch Aufstiegslehrgang für Laufbahnbeamte
- Diverse Zertifikatskurse, z. B. Betriebliches Gesundheitsmanagement, Kommunale Bilanzbuchhaltung, Neues Kommunales Rechnungswesen
- Diverse Modulreihen

## Fortbildung
Das NSI bietet den Mitarbeiterinnen und Mitarbeitern der öffentlichen Verwaltung Fortbildungen in verschiedenen Formaten an.
- Tages- / Mehrtagesseminare
- Inhouse-Schulungen
- Fachtagungen
  - Vergaberechtstag
  - Personalfachtagung
- Kongresse
  - Kommunalrechtskongress
  - Gesundheitskongress
  - Rettungsdienstkongress

## Lokale Berichterstattung

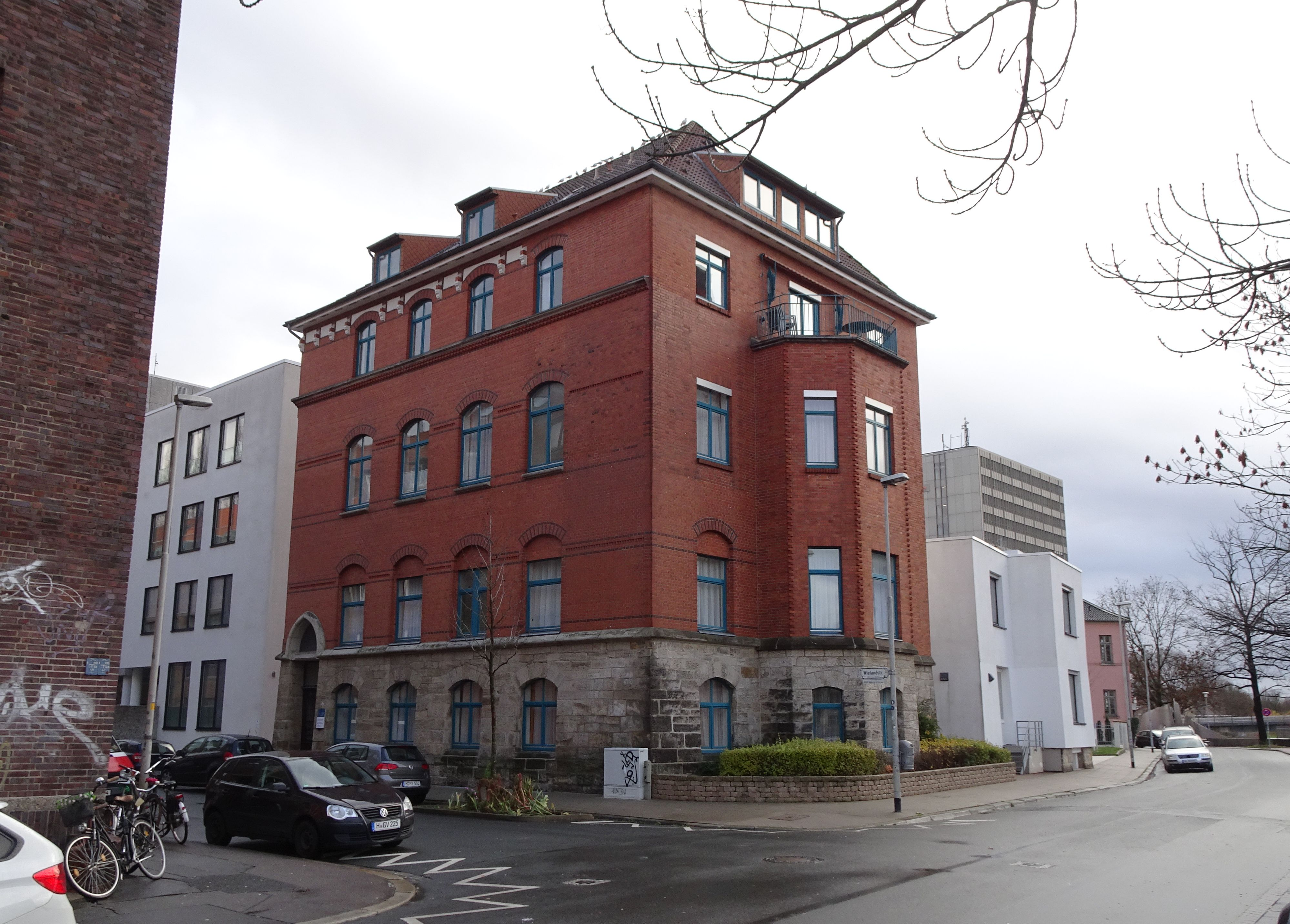
„Villa“, Wielandstr. 5, Ecke Glockseestraße in Hannover

In der Wielandstraße 5 an der Ecke zur Glockseestraße befindet sich ein Gebäude, das unter der Bezeichnung „Villa“ vom Institut genutzt wird. Nach der Umfunktionierung des Gebäudes stellte ein Architekt 2018 fest, dass nur eine Baugenehmigung als Wohnraum vorliege, eine Nutzung als Büro- oder Hörsaalgebäude jedoch nicht genehmigt sei. 2015 hatte das städtische Bauamt in Braunschweig dem NSI große Teile der Nutzung eines Gebäudes in der Braunschweiger Wendenstraße untersagt.